# 리쿠젠코이즈미역
리쿠젠코이즈미역(일본어: 陸前小泉駅)은 일본 미야기현 게센누마시에 위치한 동일본 여객철도 게센누마 선의 철도역이다. 단선 승강장 1면 1선의 구조를 갖춘 지상역이다. 2011년 3월에 발생한 동일본 대지진으로 인해 열차 운행이 중단되어, 현재는 BRT로 대체 운행되고 있다.

## 이용 현황
| 연도     | 1일 평균 | 연도     | 1일 평균 |
| 2013년도 | 16       | 2014년도 | 15       |
| -------- | -------- | -------- | -------- |

## 역 주변
- 국도 제45호선

## 역사
- 1977년 12월 11일 : 일본국유철도 게센누마 선의 역으로서 개업.
- 1987년 4월 1일 : 일본국유철도 분할 민영화에 의해, 동일본 여객철도가 승계.
- 2011년 3월 11일 : 동일본 대지진에 발생했던 쓰나미에 의해 유실.
- 2012년 8월 20일 : BRT로 임시 복구. 역은 국도 위로 이설.
- 2020년 4월 1일 : 야나이즈 역 - 게센누마 역 간의 철도 사업 폐지로 인해 철도역으로는 폐역됨.

## 인접 역
| 게센누마 선            | 게센누마 선   | 게센누마 선            |
| ---------------------- | ------------- | ---------------------- |
| 구라우치 마에야치 방면 | ■ 게센누마 선 | 모토요시 게센누마 방면 |